# Konwergencja (biologia)
Konwergencja (łac. convergere „zbierać się, upodabniać się”) – w biologii proces powstawania morfologicznie i funkcjonalnie podobnych cech (czyli analogicznych) w grupach organizmów odlegle spokrewnionych (niezależnie w różnych liniach ewolucyjnych), z odrębnymi dla tych grup cechami pierwotnymi, w odpowiedzi na podobne lub takie same wymagania środowiskowe, np. podobny typ pokarmu, wymagania lokomocyjne. Źródłem konwergencji jest występowanie tych samych czynników doboru naturalnego wpływających na proces ewolucji różnych populacji. Przykładem mogą być ryby i walenie, które żyjąc w środowisku wodnym rozwinęły podobnie opływowe kształty ciała, napędową płetwę ogonową i sterujące płetwy przednie. Dobrym przykładem jest też zewnętrzne podobieństwo rekinów, ichtiozaurów i delfinów lub jaszczurek i płazów ogoniastych. Innego przykładu dostarcza porównanie skrzydeł niespokrewnionych ewolucyjnie organizmów jak np. ptaków i owadów. Nierzadko mówi się też o narządach analogicznych, które u różnych organizmów pełnią podobne funkcje.

## Przykłady zwierząt
Ssaki
- Białe ubarwienie zwierząt polarnych (niedźwiedzia polarnego, lisa polarnego).
- Przednia kończyna kreta i przednie odnóże turkucia podjadka.
- Podobne do siebie drapieżniki – wilk workowaty (torbacze) i szakal złocisty (łożyskowce).

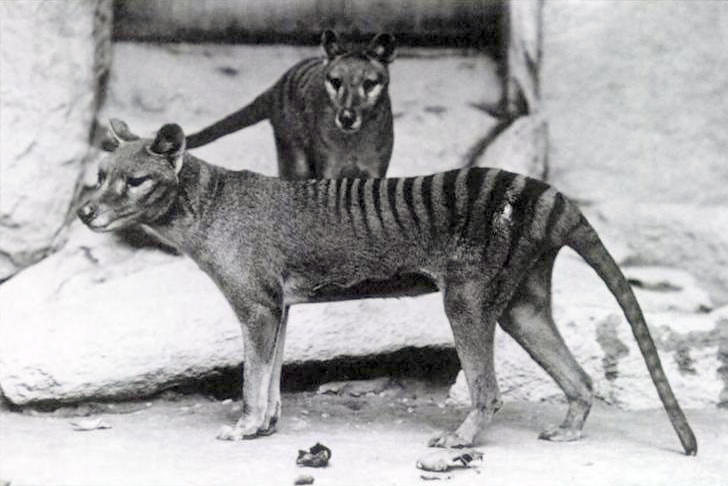
Wilk workowaty, torbacz przypominający wilka
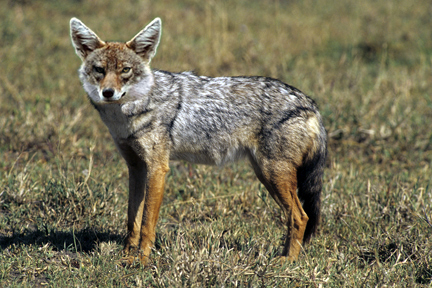
Szakal złocisty, należący do psowatych

- Wiele ssaków niezależnie od siebie wykształciło kolce – kłujące wyrostki skóry. Należą do nich: kolczatki australijskie (stekowce), jeże (owadożerne), jeżozwierze i ursony (gryzonie). W przypadku ostatnich dwóch gryzoni, z racji względnie bliskiego pokrewieństwa, może być to rozważane jako ewolucja równoległa, ale już z kolczatkami i jeżami łączy je tylko dalekie pokrewieństwo. Zresztą ostatni wspólny przodek wszystkich czterech grup żył w czasach dinozaurów.
- Przypominające koty, szablozębne drapieżniki ewoluowały w trzech oddzielnych liniach ssaków – tygrysy szablozębne, paleokoty i torbacze Thylacosmilus. Również gorgonopsy i kreodonty wykształciły długie kły, ale to jedyne fizyczne podobieństwo.
- Wiele ssaków rozwinęło pazury i długi, kleisty język, które pozwalały im żywić się mrówkami i termitami. Należą do nich cztery gatunki mrówkojada, około 20 gatunków pancerników, osiem gatunków pangolinów, afrykański mrównik, cztery gatunki kolczatki australijskiej oraz mrówkożer workowaty.
- Koale posiadają linie papilarne, bardzo podobne do tych u ludzi.
- Australijski ostronóg wykształcił do zbierania nektaru z kwiatów długi język zakończony szczoteczką, przypominający język kolibra.

Ptaki
- Alczyki (siewkowe) żyjący na północnym Atlantyku i nurce (rurkonose) żyjące na południowych oceanach są bardzo podobne w wyglądzie i zachowaniu.
- Niezależne wyewoluowanie sępów Starego Świata oraz kondorów nazywanych też sępami Nowego Świata. Jedne i drugie żywią się padliną, ale sępy należą do jastrzębiowatych i używają głównie wzroku do znajdywania pożywienia, a kondory i sępniki z kondorowatych są blisko spokrewnione z ptakami brodzącymi i w tej samej mierze co wzroku, używają węchu do znajdowania padliny. Jedne i drugie szukają jedzenia szybując, krążą nad padliną, mają też charakterystyczne nieopierzone głowy.

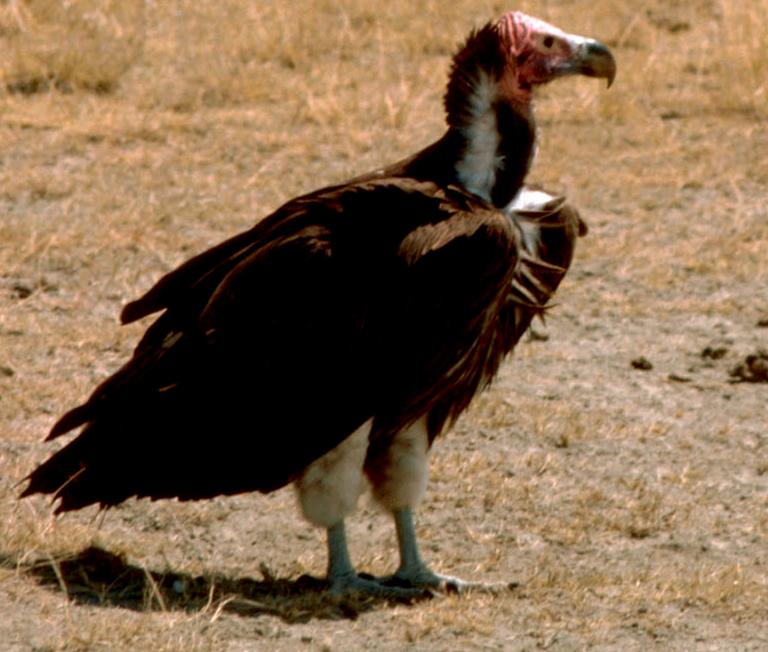
Sęp uszaty (jastrzębiowate)
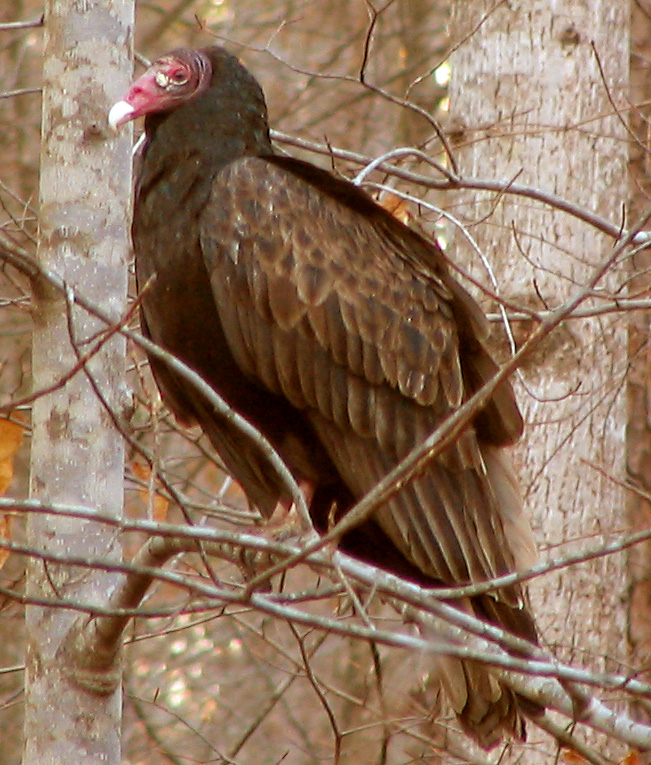
Sępnik różowogłowy (kondorowate)
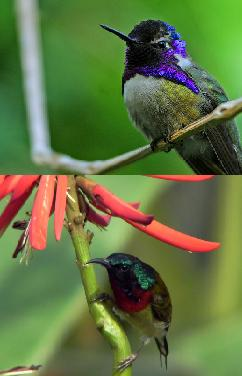
Koliberek kalifornijski (kolibry) i kwiatownik widłosterny (wróblowe)

- Podobna ewolucja alki na północnej półkuli i pingwinów na południowej.
- Kormoran nielotny z Wysp Galapagos, w odróżnieniu od innych kormoranów, wykształcił skrzydła przystosowane do pływania zamiast lotu, podobne do pingwinich.

Pozostałe kręgowce
- Podobieństwa diety i trybu życia pomiędzy molochem kolczastym (agamy) oraz frynosomą rogatą (iguania).
- Współczesne krokodyle i prehistoryczne fitozaury, Choristodera oraz niektóre labiryntodonty (płazy). Szczególnie podobieństwo krokodyli i fitozaurów jest uderzające.
- Drzewołazy oraz Mantella z Madagaskaru niezależnie wykształciły podobne mechanizmy otrzymywania alkaloidów z mrówek i przechowywania tych trujących związków w gruczołach skóry. Jedne i drugie mają też jasny kolor skóry by ostrzegał drapieżniki o ich toksyczności (odwrotność kamuflażu).
- Wyrostki kolczyste na grzbiecie pokryte skórą przypominające żagiel posiadały synapsydy: mięsożerny Dimetrodon i roślinożerny Edaphosaurus, a także dinozaury: teropod Spinosaurus i ornitopod Ouranosaurus.
- Podobne rybokształtne ciało u prehistorycznego ichtiozaura (gady), delfina (ssaki) i tuńczyka (ryby).
- Płazy beznogie z płazów i amfisbeny z gadów - podobnie zbudowane ciało, przystosowanie do podziemnego trybu życia.

Inne
- Oko ośmiornicy i oko ryby.
- Zgromadzenie się fasetek do dwóch oczu złożonych analogicznie do dwóch oczu prostych.
- Ramienionogi oraz małże, mające bardzo podobne muszle.
- Narządy powonienia kraba palmowego są bardzo podobne do owadzich.

## Przykłady roślin
- Sam termin drzewa nie odnosi się do relacji taksonomicznych, jedynie grupując rośliny podobne morfologicznie i funkcjonalnie. Przykładowo do tej samej rodziny jasnotowatych należą: azjatyckie drzewo tekowe oraz mięta; zaś do różowatych: poziomka i jabłoń.
- Ciernie i kolce to zmodyfikowane tkanki roślin, które rozwinęły się by zapobiec zjedzeniu przez roślinożerne zwierzęta. Struktury te wyewoluowały wielokrotnie, zupełnie niezależnie od siebie.
- Owoc typu jagoda oraz pseudojagoda ogórka.
- Pędy pnące spotykane u bluszczu są bardzo podobne do tych u hortensji pnącej i niektórych winorośli. Pędy te nie są odziedziczone po wspólnym przodku, ale mają tę samą funkcję wspinania się do światła po możliwych do wykorzystania podporach.
- Wiele gatunków wilczomleczy i kaktusów żyjących w gorącym, suchym środowisku, wykształciło podobne cechy (zobacz obrazek):

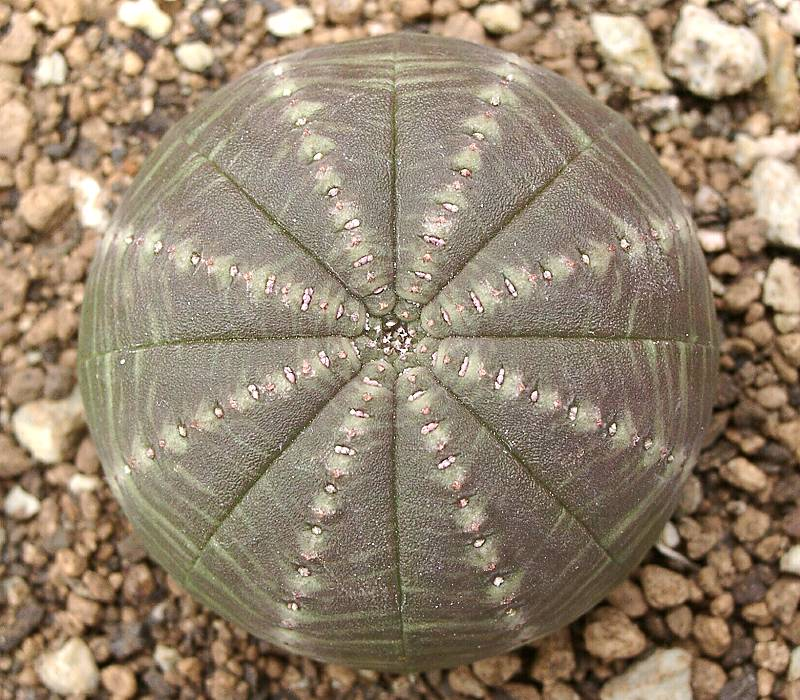
Euphorbia obesa (wilczomlecz)
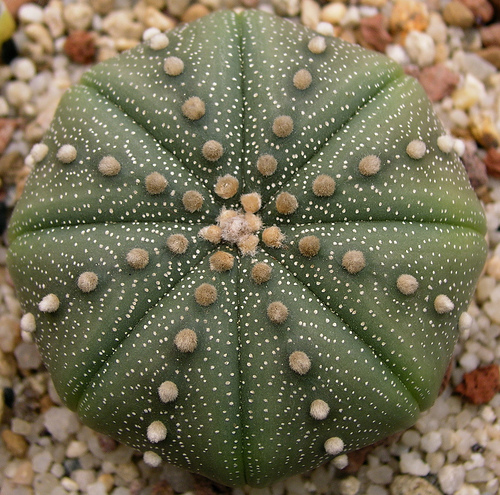
Astrophytum (kaktusowate)

## Przykłady biochemiczne
- Używanie zupełnie innych enzymów (nazywanych wspólnie anhydrazą węglanową) jako katalizatora tej samej reakcji (powstawania jonu wodorowęglanowego z wody i dwutlenku węgla) przez ssaki, prokarioty, bakterie produkujące metan i okrzemki.
- Użycie tego samego związku chemicznego jako feromonu przez słonia indyjskiego oraz ponad sto gatunków motyli.
- Wykształcenie triady katalitycznej lipaz w proteazach serynowych niezależnie w subtilizynie u prokariotów i w chymotrypsynie u eukariotów.
- Niezależne wyewoluowanie możliwości rozkładania nylonu u dwóch różnych szczepów flawobakterii i jednego Pseudomonas.